# Glaucocharis moriokensis
Glaucocharis moriokensis là một loài bướm đêm trong họ Crambidae.